# UWFスーパーミドル級王座
UWFスーパーミドル級王座は、ユニバーサル・プロレスリングが管理、認定していた王座。

## 歴史
1990年、UWFスーパーミドル級王座を創設。
1991年1月19日、ユニバーサル・プロレスリング後楽園ホール大会で行われた初代王座決定トーナメントに優勝したエル・ソラールが初代王者になった。
1993年11月、ユニバーサルが団体名をFULLに改称したため、王座名をFULLスーパーミドル級王座に変更。
1994年、封印。

## 歴代王者

### UWFスーパーミドル級王座
| 歴代  | 選手                 | 戴冠回数 | 防衛回数 | 獲得日付       | 獲得場所 （対戦相手・その他） |
| ----- | -------------------- | -------- | -------- | -------------- | ----------------------------- |
| 初代  | エル・ソラール       | 1        | 0        | 1992年1月19日  | 後楽園ホール カネロ・カサス   |
| 第2代 | ロビン・フッド       | 1        | 0        | 1992年1月23日  | 後楽園ホール                  |
| 第3代 | シュー・エル・ゲレロ | 1        | 3        | 1992年5月24日  | 後楽園ホール                  |
| 第4代 | クーリーSZ           | 1        | 0        | 1992年9月9日   | 札幌中島スポーツセンター      |
| 第5代 | ビジャノ4号          | 1        | 1        | 1992年10月25日 | 後楽園ホール                  |

### FULLスーパーミドル級王座
| 歴代  | 選手                 | 戴冠回数 | 防衛回数 | 獲得日付     | 獲得場所 （対戦相手・その他） |
| ----- | -------------------- | -------- | -------- | ------------ | ----------------------------- |
| 第6代 | グラン浜田           | 1        | 不明     | 1993年6月4日 | 後楽園ホール                  |
| 第7代 | シュー・エル・ゲレロ | 2        | 不明     | 1994年3月6日 | 平塚市総合体育館 1994年封印   |